# Departamento Pocho

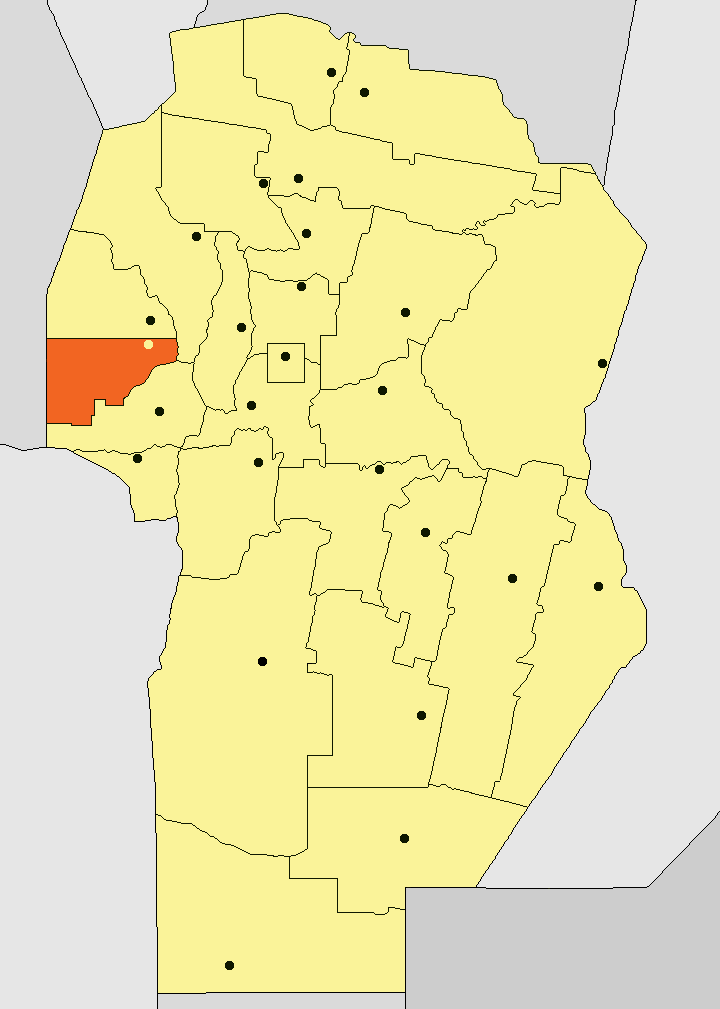
Lage des Departamento Pocho in der Provinz Córdoba

Pocho ist ein Departamento im westlichen Teil der zentralargentinischen Provinz Córdoba, Argentinien.
Insgesamt leben dort 5123 Menschen auf 3068 km². Die Hauptstadt des Departamento ist Salsacate.

## Städte und Dörfer
- Chancaní
- Las Palmas
- Los Talares
- Salsacate
- San Gerónimo
- Tala Cañada
- Villa de Pocho[2]